# Sarah Fisher
Sarah Fisher, née le 4 octobre 1980 à Columbus dans l'Ohio, est une pilote automobile américaine.

## Biographie
Après avoir commencé sa carrière dans les courses de kart et de midget, Sarah Fisher accède à l'Indy Racing League à la fin de la saison 1999, alors qu'elle est tout juste âgée de 19 ans. À partir de 2000, elle pilote à temps complet en IRL au sein du Walker Racing, et dispute notamment cette année-là les 500 miles d'Indianapolis. Ironie de l'histoire, sa première participation à la célèbre épreuve se termine prématurément à la suite d'un accrochage avec Lyn St. James, l'autre femme présente au départ.
En 2001, Sarah Fisher termine deuxième de l'épreuve de Miami, ce qui commence à lui valoir une certaine notoriété aux États-Unis. À la fin de l'année, elle est même élue par le public pilote le plus populaire du championnat, un titre honorifique qu'elle décrochera également les deux années suivantes. Pilotant pour des écuries moyennes (au début de l'année 2002, elle est recrutée par le Dreyer & Reinbold Racing), et étant elle-même une pilote assez irrégulière, elle ne parvient pourtant pas à s'affirmer sur la durée comme une prétendante régulière aux premières places. Cela ne l'empêche pas de rentrer en 2002 sur l'ovale du Kentucky dans l'histoire du sport automobile en devenant la première femme à décrocher une pole position dans une série majeure de monoplace. Mais ce nouveau coup d'éclat reste isolé, et après une ultime saison complète en 2003, puis une dernière participation à l'Indianapolis 500 en 2004 (avec le Kelley Racing), elle quitte l'IRL, faute de volant.
Lors de la saison 2005, Sarah Fisher tente de se reconvertir dans les épreuves de stock-car. Mais ses participations à la Nascar West Series (une division régionale de la Nascar) se soldent par des résultats peu probants. En août 2006, elle effectue son retour à l'IRL chez Dreyer & Reinbold à l'occasion des manches du Kentucky et de Chicagoland. Ces deux apparitions lui permettent d'obtenir un programme complet en 2007, toujours chez Dreyer & Reinbold.
Sans volant au début de la saison 2008, elle a décidé de monter sa propre écurie, le Sarah Fisher Racing, avec laquelle elle tentera de participer aux 500 miles d'Indianapolis et à quelques manches du championnat. 

## Divers
Quelques semaines après sa pole position du Kentucky en 2002, grâce à un sponsor commun (les montres TAG Heuer), Sarah Fisher a été conviée à parcourir quelques tours de démonstration au volant de la McLaren-Mercedes sur le circuit d'Indianapolis, en préambule du GP des États-Unis 2002. Elle est également apparue dans une publicité internationale dans laquelle, au volant d'une Formule 1, elle fait la course sur le circuit de Monaco contre une balle envoyée par le golfeur Tiger Woods.

## Résultats aux500 milesd'Indianapolis
| Année | Châssis | Moteur     | Départ | Arrivée | Équipe             |
| ----- | ------- | ---------- | ------ | ------- | ------------------ |
| 2000  | Dallara | Oldsmobile | 19     | 31      | Walker Racing (en) |
| 2001  | Dallara | Oldsmobile | 15     | 31      | Walker Racing (en) |
| 2002  | G-Force | Infiniti   | 9      | 24      | Dreyer & Reinbold  |
| 2003  | Dallara | Chevrolet  | 24     | 31      | Dreyer & Reinbold  |
| 2004  | Dallara | Toyota     | 19     | 21      | Kelley (en)        |
| 2007  | Dallara | Honda      | 21     | 18      | Dreyer & Reinbold  |
| 2008  | Dallara | Honda      | 22     | 30      | Fisher             |
| 2009  | Dallara | Honda      | 21     | 17      | Fisher             |
| 2010  | Dallara | Honda      | 29     | 26      | Fisher             |